# Шрек: Я почуваюся добре
«Шрек: Я почуваюся добре» (англ. Shrek: I Feel Good) — американський короткометражний комедійний анімаційний фільм 1996 року за мотивами дитячої книги Вільяма Стейга «Шрек!», знятий кінокомпанією DreamWorks Animation. Випробування анімації Шрека призначене для синглу «I Got You (I Feel Good)» Джеймса Брауна 1965 року.
Після року завершення тест було перевірено наступного року. Тодішній керівник DreamWorks Animation Джеффрі Катценберг не був вражений, і його цитували: «Це виглядало жахливо, це не спрацювало, це було не смішно, і нам це не сподобалося». Близько 20 співробітників звільнили з проєкту, залишивши лише кілька людей для переробки фільму в Pacific Data Images. Однак 18 грудня 1997 року Кріс Фарлі помер від передозування наркотиками, через що цю версію фільму було перероблено у фільм 2001 року.
5-секундний уривок короткометражного фільму було завантажено на YouTube 6 жовтня 2010 року як частину демонстраційного ролика Лорена Сомана. 15 вересня 2023 року користувач YouTube, на ім'я TheNormalGuy213 знайшов більше кадрів із фільму. 23 листопада 2023 року Баррі Е. Джексон випустив короткометражний фільм на своєму YouTube-каналі The Zoom Art Studio після інтерв'ю з кількома аніматорами анімаційного тесту. Фільм був популярним джерелом обговорення в анімаційній спільноті Lost Media, оскільки на той час він був втраченим медіа. Спочатку решта 29 секунд фільму належала невідомому покупцеві з eBay, який купив фільм і кілька скульптур старої моделі Шрека на закритому аукціоні eBay, який відкрив співробітник Dreamworks, на ім'я Тім Лоуренс II.

## Сюжет
Шрек входить у попередню версію міста Дюлока вночі, співаючи пісню «I Got You (I Feel Good)» Джеймса Брауна. Після танцю протягом 15 секунд він стикається з грабіжником Маггером, прив'язаним до мотузки, який зупиняє Шрека у спробі пограбувати його. Шрек хапає його за горло і натягує на мотузку. Підходячи до його обличчя, він вигукує: «Ah! Bite me!» (укр. Ах! Укуси мене!) перш ніж відправити його вгору в нічне небо. Після цього Шрек продовжує співати і танцювати в темному місті.

## Ролі озвучували
- Крис Фарлі — Шрек
- Том Кенні — Маггер, троль-грабіжник

## Виробництво
Приблизно в 1994 році до кількох художників звернулися для роботи над повнометражною адаптацією книжки з малюнками Вільяма Стейга «Шрек!». Передбачалося, що це буде комп'ютерний анімаційний фільм із темним і гострим тоном і низьким бюджетом. Це стало проблемою для дизайнерів, оскільки на той момент не було повністю анімаційних фільмів CGI (до прем'єри анімаційного фільму «Історія іграшок» залишився лише рік).
Художником-постановником фільму був найнятий відомий дизайнер Баррі Е. Джексон. Працюючи з відомим художником коміксів Майком Плугом, вони вдосконалили те, що стане першим схваленим дизайном самого Шрека. Пізніше Джексон і кілька художників розробили різні декорації за допомогою Adobe Photoshop. Попри схвалення ілюстрації, продюсери DreamWorks хотіли провести тестування анімації, щоб перевірити, чи команда розуміє, як працювати з тривимірною графікою. У Джексона тоді з'явилася ідея, як Шрек йде середньовічною алеєю та стикається з грабіжником. Це допомогло б зрозуміти, ким був Шрек як персонаж і наскільки він був сильним проти ворожих сил. Тоді Джексон розробив різні кадри та ракурси з алеєю разом із замками та іншими будівлями, щоб додати життя темній атмосфері. Це мало допомогти створити саспенс, що призведе до зустрічі з грабіжником.
Оскільки тест наближався до початку, Кріс Фарлі підписався на озвучення Шрека. З новинами, переданими знімальній групі, вони знали, що зображення буде більш «широким і комічним», і їм потрібно було відобразити це під час тестування анімації. Це також послужить натхненням для рухів, які будуть виконуватися за допомогою комбінації технік анімації. Для рухів тіла Шрека використовувалося захоплення руху для його ходьби та танцю. Це було б злито з рухами обличчя, досягнутими за допомогою різноманітних скульптур, які трансформувалися б у комп'ютері. Протягом цього часу виникло занепокоєння щодо візуального стилю фільму, і багато хто вважав, що він «надто темний» і непривабливий для дев'яностихвилинного фільму.
На жаль, ці занепокоєння будуть висвітлені, коли тест буде на завершальній стадії. У результаті знімальна група проголосувала за завершення випробування, як і планувалося спочатку, хоча це призвело б до того, що більшість команди, включаючи Джексона, буде виключено з проєкту. Сам Джексон також не буде залучений до остаточного вигляду тесту, і пізніше побажав, щоб він залишився, щоб допомогти вдосконалити візуальні ефекти. Після перевірки тесту було прийнято рішення піти зовсім в іншому напрямку. Згодом було віддано перевагу більш романтичній історії, яка привернула б увагу ширшої аудиторії, і її виробництво почалося в Pacific Data Images у 1998 році.